# Plac Komuny Paryskiej w Łodzi
Plac Komuny Paryskiej – plac w Łodzi położony w dzielnicy Śródmieście.

## Układ
Plac położony jest w południowo-zachodnim narożniku ul. Juliana Tuwima i ul. Henryka Sienkiewicza. Od strony południowej plac łączy się z Pasażem Schillera.

## Historia
Działka, na której zbudowano północną część placu (parking), przez większość XIX stulecia była własnością Zgromadzenia Majstrów Tkackich. Ciągnęła się ona od ul. Piotrkowskiej i przez dłuższy czas pozostawała niezabudowana. Urządzano tu bowiem przeróżne zabawy i ślizgawki. W latach 50. XIX wieku powstała na południowo-wschodnim narożniku obecnego skrzyżowania druga świątynia katolicka w Łodzi i pierwsza murowana – kościół Podwyższenia Świętego Krzyża. W następnym dziesięcioleciu planowano na placu Majstrów Tkackich budowę gmachu mającej być utworzonej pierwszej uczelni wyższej w mieście – Instytutu Politechnicznego, który jednak nie został zrealizowany. Również w tym czasie rozważano o wytyczeniu w tym miejscu obszernego placu. Pomysł powrócił w dwudziestoleciu międzywojennym. Ostatecznie plac powstał na gruntach przejętych przez miasto za długi od zbankrutowanej rodziny fabrykanckiej – Heinzlów, a jego południową pierzeję wyznaczono wzdłuż nowo wytyczonej, krótkiej ulicy, której w tym czasie nadano nazwę Nowo-Świętokrzyska. Początkowo plac był bezimienny, więc nazywano go po prostu placem przy ulicy Świętokrzyskiej. Przy tej ulicy w II poł. lat 30 XX w. stanęły trzy modernistyczne kamienice i okazała willa, z których ostatnia (pod nr 4) została ostatecznie otynkowana dopiero w latach 70. XX wieku.
Plac w aktualnej postaci został ukształtowany na początku lat 50. XX w., kiedy to na dawnym placu niemieckiego klubu sportowego "Union-Touring" powstał parking i stacja benzynowa (część północna obecnego). Na drugiej części, południowej, wolnego terenu powstał skwer. Niemniej utrzymano tradycyjny XIX-wieczny układ z dużym, wewnętrznym podwórzem. Obszar uporządkowano i przemianowano (w tym czasie ok. 50 m. od geograficznego środka Łodzi na skrzyżowaniu ul. Piotrkowskiej i J. Tuwima) na plac Komuny Paryskiej. Nazwę nadano, w 80. rocznicę wydarzeń w Paryżu w 1871. Tym samym nazwa jego obecnej południowej pierzei a podówczas ulicy Świętokrzyskiej przestała istnieć. Działania te były związane z kształtowaniem się w tym rejonie centrum decyzyjnego władz miasta, które obrało sobie za siedzibę pałac Juliusza Heinzla przy ul. Piotrkowskiej 104. Pałac został zintegrowany z budynkami fabrycznymi adaptowanymi na biura oraz Salę Posiedzeń ówczesnej Miejskiej Rady Narodowej. Oficyny, mieszczące wcześniej m.in. tkalnię, zrównano, a ich fasady ujednolicono, nadając im surowy, pozbawiony w zasadzie ozdobnych detali, kształt. Dotykają one po stronie zachodniej pl. Komuny Paryskiej, gdzie znajduje się również obszerny parking. Autorem projektu przebudowy był Ignacy (Izaak) Gutman.
Znajdujące się na jego zapleczu budynki pofabryczne przebudowano na biura, z Salą Posiedzeń ówczesnej Miejskiej Rady Narodowej. Plac w tym układzie znalazł się na tyłach tego zespołu.
Pałac Juliusza Heinzla wraz z przylegającymi budynkami do dzisiaj służy jako siedziba władz uchwałodawczych i wykonawczych Łodzi.

### Czasy współczesne
W latach 90. XX w. oraz w pierwszym dziesięcioleciu XXI w. charakterystycznym punktem placu był znajdujący się do dzisiaj obok stacji benzynowej niewysoki kamienny murek. Służył on za miejsce wieczornych spotkań, gdzie spożywano alkohol.
W 2006 na niewielkim skrawku zieleni pomiędzy pl. Komuny Paryskiej a ul. Tuwima wybudowano fontannę. W tym samym roku Rada Miejska Łodzi nadała skwerowi nazwę Powstania Węgierskiego 1956 roku w celu upamiętnienia wydarzeń na Węgrzech w 1956.
W kwietniu 2014 radni Prawa i Sprawiedliwości zaproponowali przemianowanie pl. Komuny Paryskiej na pl. Prez. Lecha Kaczyńskiego i ustawienie na jego południowo-zachodnim fragmencie pomnika Lecha Kaczyńskiego. Inicjatywa spotkała się ze zdecydowanym protestem większości łodzian oraz stała się też impulsem do działań happeningowych, m.in. naklejono na przedwcześnie ustawioną tablicę z proponowaną nazwą Placu napisu „Plac Boba Marleya” w tym samym kolorze i stylu czcionki. Ostatecznie do zmiany tej nie doszło.
Graniczący ze stacją benzynową skwer w 2018, decyzją Rady Miejskiej Łodzi, nazwano „skwerem Wiedźmina”. Miała to być forma uczczenia 70 urodzin pisarza Andrzeja Sapkowskiego, który od 2008 jest honorowym obywatelem miasta.
W okresie od kwietnia do czerwca 2024 obszar placu poddany został rewitalizacji. Nawierzchnię jezdni z asfaltowej zmieniono na brukowaną, dokonano nasadzeń kwiatów, drzew i innych krzewów. Wykonano również przyłącze wody na potrzeby podlewania terenów zielonych. W strefie zielonej powstał ogrodzony plac zabaw wyposażony w zjeżdżalnię w kształcie smoka, bujaki, huśtawkę i przestrzenną konstrukcję wspinaczkową. Na placu stanęły także trzy niewielkie pawilony, w których mają znaleźć się m.in. mały punkt gastronomiczny, informacja turystyczna oraz toaleta publiczna. Rejon placu zostanie oświetlony. Pojawi się również dodatkowe podświetlenie drzew i iluminacja pawilonów. Koszt całego remontu wyniósł ok. 7 mln złotych.

## Ważniejsze obiekty

### Zespół modernistycznych budynków
Zespół trzech budynków w stylu modernistycznym, które stanowią przykład nurtu budownictwa mieszkaniowego o wysokim standardzie końca lat 30. w Łodzi. Układ dwóch kamienic i willi przy położonej w centrum miasta, ale zachowującej kameralny, zaciszny charakter uliczce, vis-à-vis zazielenionego placu (obecnie Skwer Wiedźmina, a dalej stacja benzynowa i parking) stworzył oazę luksusu. Rozpoczęcie II wojny światowej przerwało budowę czwartego budynku w ramach tego zespołu — rozpoczętej w grudniu 1937 roku kamienicy inżyniera Tworka przy ul. Świętokrzyskiej 8 (obecnie pl. Komuny Paryskiej 4). Obiekt ukończono już po wojnie, upraszczając jego formę. Zachowano wszakże charakterystyczne dla „stylu 1937 roku” narożne balkony załamane pod kątem prostym. 
Zespół wyżej opisywanych budynków składa się z:
- kamienicy Szymela i Heleny Wileńskich,
- willi Mieczysława Neufelda,
- kamienicy wielkomiejskiej Jakuba Lando.

### Inne
- Skwer Wiedźmina, w którym znajdują się elementów nawiązujących do motywów z serii Wiedźmin autorstwa Andrzeja Sapkowskiego.
- Skwer Powstania Węgierskiego 1956 roku z niewielką przyziemną fontanną.
- Tyły gmachu będącego przedłużeniem pałacu Juliusza Heinzla przy ul. Piotrkowskiej 104 (siedziba m.in. Urzędu Miasta Łodzi).